# قووی
قَووی (به لاتین: Qəvoy) یک منطقه مسکونی در جمهوری آذربایجان است که در شهرستان لریک واقع شده است. قووی ۲۷۲ نفر جمعیت دارد.